# Johann Hartmann
Johann Ernst Hartmann (24. december 1726 Groß-Glogau i Schlesien – 21. oktober 1793 i København) var en tyskfødt musiker og komponist, der virkede i København fra 1762. Han blev stamfader til en lang række kulturpersonligheder i Hartmannslægten hvoraf nogle stadig er i spil både i Danmark og andre steder.
Han fødtes i Groß-Glogau i Schlesien. I 1754 var han violinist hos fyrstbiskoppen i Breslau, Grev Schaffgotsch; senere blev han koncertmester i den lille residensby Rudolstadt og derefter i Plön hos hertug Frederik Carl. Da hertugen døde i 1761 uden arvinger hjemfaldt hans hertugdømme til den danske konge Frederik 5., og en del af Plönerhoffets orkestermusikere rejste til København, bl.a. Hartmann.
I København blev han modtaget med åbne arme. Han blev straks ansat som violinist i Det Kongelige Kapel, blev musiklærer for den senere kong Christian 7. og i 1768 forfremmet til koncertmester. Han blev en bærende kraft i de kammerkoncerter der afholdtes ved hoffet i årene omkring 1770. Desuden deltog han i eller ledede koncerter i private forsamlinger såsom de såkaldte Gjethuskoncerter, der tog deres begyndelse i 1774, og han virkede som leder af koncerterne i Det harmoniske Selskab/Harmonien.
Den fremherskende operastil på Hofteatret og Det Kongelige Teater var italiensk inspireret, men netop i disse år skiftede moden til en mere enkel franskinspireret stil og Hartmann blev flere gange opfordret til at levere musik til dansksprogede syngespil. I 1778 blev Det italienske Operaselskab afskediget og de nye strømninger fik bedre plads. I 1779 opførtes så Hartmanns to første forsøg i den nye genre. Johannes Ewald skrev teksterne og Hartmann musikken til Balders død og Fiskerne (hvori man for første gang hører kongesangen Kong Christian stod ved højen Mast), og begge var succeser. Senere fulgte et par andre værker. Med disse populære syngespil lagdes grunden til en tradition, der udfoldede sig over de næste mange år på københavnske scener.
Før sin ankomst til København og i de første år der skrev Hartmann instrumentalmusik for kammerbesætning og mindre orkestre i en stil henad Haydn. De fleste af disse værker er forsvundet, nogle af dem ved Christiansborgs brand i 1794, idet hans nodesamling blev købt af kongen og anbragt på slottet kort før branden.

## Liv og gerning
Johan Ernst Hartmann var født i Gross-Glogau i Schlesien juleaften 1726. Om hans forældre haves ingen oplysninger, og det er ligeledes ubekendt, hvor og af hvem han modtog sin uddannelse som violinspiller og komponist. I 1754 var han violinist hos fyrstbiskoppen i Breslau, grev Schaffgotsch; senere blev han koncertmester i den lille residensby Rudolstadt og derefter i Plön, hvilken sidste ansættelse atter førte til, at han i 1768 kom som koncertmester til hoffet i København efter, at det plönske kapel var blevet opløst.

### Koncertmester for Det kongelige Kapel
Oprettelsen af en koncertmesterpost i Det Kongelige Kapel stod i forbindelse med dettes forestående udvidelse og omdannelse fra et kammermusikkorps til et egentligt orkester. I Hartmann fik kapellet i sin nye skikkelse en kyndig og erfaren leder, men desuden blev han ved sit mesterlige violinspil en værdifuld akkvisition for de kammerkoncerter, som i begyndelsen af Christian VIIs regeringstid hørte til hoffets stadige og mest yndede forlystelser, og som under Sartis overledelse fandt sted dels ved hoffet selv, dels i de fornemme kredse, der dannede dets omgivelser. Han kom ligeledes til at medvirke i egenskab af solist og orkesterdirigent ved aristokratiets i 1774 stiftede koncerter i geheimeråd v. der Lühes gård på Kjøbmagergade, den senere postgård, og senere i Gjethuset på Kongens Nytorv.

### Smagsskifte hos det københavnske publikum
Det publikum, til hvis koncerter Hartmann således blev knyttet, holdt af den italiensk-sprogede barokmusik. Det er en elitemusik i den forstand, at den er svær at synge. Det store publikum derimod, begyndte at få smag for en musik som senere tider har kaldt "romantisk" og hvis melodier er lette at huske. Navnlig på syngespilscenen måtte den italienske opera mere og mere vige pladsen for de franske syngestykker, hvis simple, udtryksfulde melodier vandt gehør. I 1778 blev det italienske operaselskab afskediget. Samtidig med denne udvikling, gjorde ønskerne om opførelsen af danske originalarbejder sig gældende med stigende styrke. Flere komponister prøvede også på at afhjælpe savnet af et nationalt syngespil, men uden held. Hartmann holdt sig tilbage, i det han synes at have manglet lyst eller mod til at slå ind på denne vej. Han var egentlig fra først af instrumentalkomponist og havde debuteret med en samling sonater for 2 violiner og bas; her i København komponerede han en hel række symfonier.
Derimod lå vokalkompositionen oprindelig hans interesse fjernere. "Det har aldrig været min Hovedsag at befatte mig med at sætte Musikken til Syngesager", skrev han i 1778, og det var derfor ikke uden betænkeligheder og forbehold, at han det nævnte år efter teaterdirektionens opfordring indlod sig på et så dristigt foretagende som at komponere musik til Johannes Ewalds "Balders Død". Forsøget lykkedes imidlertid over forventning. "Balders Død" blev opført første gang som syngespil den 30. januar 1779, og Hartmanns musik, hvori han med sympatetisk forståelse havde vidst at træffe "den højtidelige, melankolske Tone", som digteren selv anså for at være et hovedtræk i de fleste af sine poesier, vandt almindeligt bifald. Lige så fremgangsrig var han det følgende år med musikken til "Fiskerne", hvis emne tillod ham at anvende lysere farver. Ved sine kompositioner til disse 2 ewaldske digtninger løste Hartmann på en helt igennem dygtig og kunstnerisk, hist og her genial måde den opgave, der var stillet ham, nemlig at skabe et nationalt syngespil i den nye, af Gluck og Grétry indførte smag, hvorefter musikken, hvis sande væsen ikke bestod i triller og roulader, men "i Expression, Deklamation og Udarbejdelse skulde passe sig til Texten og dermed udgjøre et helt". For teatret komponerede Hartmann endnu syngestykket "Hyrdinden paa Alperne" i 1783 og musikken til det heroiske skuespil "Gorm den Gamle" i 1785. Et arbejde af en anden art fra den nærmest følgende tid var 2. del af kantaten til Prinsesse Louise Augustas formæling med prinsen af Augustenborg (1786); 1. del havde Johann Gottlieb Naumann komponeret.

### Virke for de musikalske klubber
Under koncertvæsenets næsten alt for frodige opvæxt i de musikalske klubbers periode blev der, som rimeligt var, lagt beslag på Hartmann fra forskellige sider. Han blev, vistnok i 1784, koncertmester i "Harmonien", det selskab, som indtog den første plads i musikalsk henseende, og komponerede for flere andre selskaber kantater til deres festligheder. Blandt de vokalværker af Hartmann, som opførtes i hans senere år, fremhæves musikken til Storms "Højtidssange", opført i Kongens Klub i 1787, og til samme digters passionssang: "Jesu Dødsangest i Urtegaarden" samt "Forløserens Død, Opstandelse og Himmelfart", komponeret til tekst af Christian Hertz.

### Sidste år
Slutningen af hans liv formørkedes af huslige sorger, som tabet af en voksen datter, der var hjemmets støtte, gjorde endnu byrdefuldere. Han døde den 21. oktober 1793.

## Beskeden og samvittighedsfuld
Hartmann var en samvittighedsfuld og beskeden kunstner, "en Mand, som kjendte sig selv, og som ikke var indtagen af sig selv" som han selv udtrykte det. Partiturerne til de ewaldske syngespil vidner også om, at han ikke let blev tilfreds med sine arbejder, men atter og atter vendte tilbage til dem for at gøre dem fuldkomnere. "Balders Død" blev efter de første opførelser næsten helt omkomponeret; for nogle stykkers vedkommende kan der endog påvises flere forskellige bearbejdelser. De mangler, som desuagtet blev tilbage, lade sig let forklare ved, at den dramatiske komposition var ham et uvant fag, hvor tilmed sproget og savnet af en mere omfattende litterær dannelse lagde ham hindringer i vejen.

## Familien
Med sin hustru, Margarethe Elisabeth født Wilcken, datter af guldsmed Wilcken i Plön, havde Hartmann flere børn: 3 af sønnerne blev musikere. Den ældste af disse, Johan Ernst Hartmann, var født 2. marts 1770 og fik 1795 ansættelse som organist ved Frederiks Tyske Kirke på Christianshavn. I 1807 kom han til Roskilde, hvor han blev kantor ved domkirken og døde 16. december 1844. Nogle kompositioner af ham, hvoriblandt et par klubkantater, opførtes i årene 1789-97. Broderen August Wilhelm Hartmann, født 6. november 1775, komponerede nogle klaverstykker. Han kom ind i kapellet som violinist og blev derefter organist, senere kantor, ved Garnisons Kirke i København; han døde den 15. november 1850. Han var fader til J.P.E. Hartmann, hvis søn var Emil Hartmann, der også var dirigent og komponist. Dertil kan lægges, at J.P.E. Hartmanns datter Sophie giftede sig med komponisten Niels W. Gade og en anden datter Clara med komponisten August Winding. En anden søn, Carl Christian Ernst Hartmann, var en anerkendt billedhugger. Komponisten Niels Viggo Bentzon var tip-tip oldebarn af Johann Ernst Hartmann. Hans søn jazzpianisten Nikolaj Bentzon samt den belgiske komponist Jean Pierre Waelbroeck udgør de seneste skud på stammen.
Emil Hartmanns datter Bodil Hartmann gift de Neergaard, sopran, som holdt fra 1885 til 1959 musikalske sammenkomster på herregården Fuglsang mellem Nykøbing Falster og Nysted på Lolland. Her deltog blandt andre Edvard Grieg og Carl Nielsen. Dertil kan man nævne Emil Hartmanns søn Oluf Hartmann, der var maler, og til hvis begravelse Carl Nielsen skrev Ver en ung kunstners båre, Niels Viggo Bentzons 2 fætre Jørgen og Johan samt N.W. Gades søn af 2. ægteskab, Axel Gade. De var alle 3 noget ved musikken.

## Musik
- Sørgekantate ved hertug Friedrich Karl af Plön’s død (1761)
- Sinfonie Nr. 1 D-dur (trykt som Nr 7 i 1770)
- Sinfonie Nr. 2 G-dur
- Sinfonie Nr. 3 D-dur
- Sinfonie Nr. 4 G-dur
- Balders død (syngespil 1779)
- Kantate i anledning af Københavns Universitets 300 års jubilæum (1779)
- Fiskerne (syngespil 1780)
- Violinkoncert (sammen med Claus Schall 1780)
- Hyrdinden på Alperne (syngespil 1783)
- Sørgemusk ved Ludwig Harboes død (1783)
- Den blinde i Palmyre (syngespil (1784)
- Høytidssange (soli, kor og orkester 1787)
- Gorm d. Gamle (skuespil 1785)
- Kantate til Prinsesse Louise Augustas Formæling med Prinsen af Augustenborg (sammen med J.G. Naumann 1786)
- Jesu Dødsangst i Urtegaarden (passionsmusik 1793)
- Forløserens død (kantate 1783)
- mindst 12 symfonier (hvoraf dog kun 4 er bevarede)
- Liden Gunver vandre som helst i Kvæld
- Sonater for 2 Violiner og Bas

Indspilninger:
Symphonies no. 1-4, Concerto Copenhagen - Lars Ulrik Mortensen. (Kan høres på YouTube)